# Archetyp Market
Archetyp o Archetyp market va ser un mercat de la darknet que es va llançar el maig de 2020. Operava a la xarxa Tor i, per tant, només era accessible mitjançant un navegador especialitzat. Totes les transaccions es van dur a terme utilitzant Monero, una criptomoneda dissenyada per ser privada. Archetyp només acceptava anuncis relacionats amb drogues.
Va ser confiscat el juny de 2025.

## Història
En una entrevista amb el lloc web alemany Tarnkappe, el fundador del mercat va declarar que va créixer en una zona desfavorida i que va tenir contacte amb les drogues per primera vegada de ben petit. Després de provar l'LSD als 20 anys, va reflexionar sobre la seva vida d'⁣abús d'alcohol i comportament antisocial relacionat amb les drogues i es va adonar que no encaixava amb el bé social que pensava fer de petit. Així que en aquell moment va quedar impressionat per la filosofia llibertària del lloc web Silk Road i, després de veure que molts dels mercats que el van substituir estaven més centrats en el benefici que en aquesta filosofia, va decidir crear el seu propi mercat per donar suport a l'escena europea de les drogues i defensar la liberalització de les drogues.
A la Conferència IEEE sobre Comunicacions Informàtiques del maig de 2023, uns investigadors van presentar un algoritme d'estimació de la popularitat del servei onion que va descobrir que, després de tenir en compte els llocs de phishing, Archetyp Market era el lloc web de serveis onion més popular a Tor.
Segons un estudi del febrer de 2024 a la revista International Criminal Justice Review, la majoria dels usuaris del popular mercat de la darknet Flugsvamp van migrar a Archetyp arran de problemes de seguretat i acusacions de frau a Flugsvamp.
Una investigació del Centre Nacional de Recerca de Drogues i Alcohol de la Universitat de Nova Gal·les del Sud va descobrir que Archetyp era el més gran dels 11 mercats de la darknet monitorats el maig de 2024 pel nombre d'anuncis, amb una mitjana de 8.607. Això va augmentar des del gener del 2024, quan Archetyp va quedar quart després d'Incognito, Bohemia i Nemesis (que van tancar abans del maig).

### Confiscació
Archetyp va ser confiscat per l'Oficina Federal de Policia Criminal (BKA) el juny de 2025 en una operació anomenada Operation Deep Sentinel.
Un ciutadà alemany de 30 anys va ser arrestat a Barcelona l'11 de juny, acusat de ser l'administrador, i el qual es feia anomenar Roger, Yosemite Ghost Write, Big Boss Chef Of Archetyp i ASNT de sobrenom. La infraestructura del servidor estava allotjada en un centre de dades als Països Baixos i també va ser confiscada. Entre l'operatiu a Barcelona i a les propietats a Hannover, a l'estat federat alemany de Renània del Nord-Westfàlia, i a Bucarest, els agents van confiscar nombroses proves, entre elles, vuit telèfons mòbils, quatre ordinadors i portàtils, 34 suports de dades i béns per un valor total aproximat de 7,8 milions d'euros. Al territori suec s'arrestaren set persones més i es varen intervenir 47 mòbils, 45 ordinadors portàtils, drogues i altres productes.
Un moderador i sis dels principals venedors de la plataforma també van ser arrestats i, en el procés, es van confiscar actius per valor de 7,8 milions d'euros.
El lloc web de la xarxa "onion" i el lloc web de Clear-net van ser substituïts per un bàner de confiscació que enllaçava amb el lloc web de l'operació. Aquest lloc web allotjaria un vídeo dirigit al públic de l'"economia submergida" en el qual s'explicava breument la història de l'operació "Operation Deep Sentinel" en forma de dibuixos animats amb un estil retrofuturista.
En el moment de la confiscació, el volum total de comerç superava els 250 milions d'euros.